# Цали, Прек
Прек Пьетер Цали (алб. Prek Pjetër Cali; 29 июля 1878, Бушати, Вилайет Шкодер — 25 марта 1945, Шкодер) — албанский политик и военный, племенной лидер кельменди, националист и антикоммунист. Участник борьбы за независимость Албании. Командир ополчения кельменди, комендант горной жандармерии. Во Второй мировой войне — союзник итальянских оккупантов. Лидер Кельмендского восстания против коммунистического режима. После подавления приговорён к смертной казни и расстрелян. В современной Албании награждён посмертно.

## Племенной лидер
Родился на крайнем севере Албании, в горной деревне района Кельменд, входившего тогда в вилайет Шкодер Османской империи (ныне — албанский округ Малесия-э-Мади области Шкодер). Принадлежал к традиционной племенной аристократии кельменди, происходил из влиятельного католического клана. Унаследовал титул байрактар (знаменосец) кельменди — означавший общественно-политическое лидерство и командование племенным ополчением.
Прек Цали был убеждённым националистом, сторонником албанской независимости. Возглавлял антиосманские восстания кельменди в 1908—1912. Участвовал в Балканских войнах. Поддерживал Временное правительство Албании и князя Вильгельма Вида. На Лондонской мирной конференции жёстко ставил вопрос о северных границах Албании, предупреждая, что кельменди не уступят албанской территории Сербии и Черногории. Командовал албанским ополчением в вооружённом конфликте с Югославией 1920.

## Националистический политик

### Горный комендант
В 1924 Прек Цали как байрактар кельменди поддержал Фана Ноли и его правительство. Был официально назначен комендантом горного ополчения. Организовал резиденции в горных селениях Вермоши и Вукель, вёл активную вооружённую борьбу против сербско-черногорской экспансии на севере Албании.
После свержения Ноли конфликтовал с Ахметом Зогу, сопротивлялся государственной централизации, отстаивал традиционную автономию кельменди и северных горных общностей в целом. Три года Прек Цали был интернирован в Гирокастре. Освобождён по ходатайству Антона Харапи. С Зогу был достигнут компромисс: правительство назначило Цали комендантом жандармерии Малесии-э-Мади. В подарок от короля Цали получил наградной пистолет.

### Союзник фашистской Италии
Главным противником Албании Прек Цали считал Югославию. Придерживаясь крайне правых антикоммунистических взглядов, он симпатизировал итальянскому фашизму. В 1939 Цали установил союзные отношения с итальянскими оккупантами.
Кельмендское ополчение и горная жандармерия под командованием Прека Цали оказали военную поддержку итальянцам в Югославской операции 1941. Черногорские города Плав и Гусинье были заняты албанцами и переданы дивизии «Венеция». Генерал Бироли отмечал роль Прека Цали в подавлении Черногорского восстания.
В то же время Прек Цали тесно сотрудничал с черногорскими четниками Павле Джуришича в совместной борьбе против югославских и албанских коммунистов. (Этот альянс был направлен также против албанских мусульман в Косово, к которым католик Цали относился с большой настороженностью.) Цали предоставил Вермоши для базирования четников, поддерживал их военные операции, призывал косовских албанцев не нападать на славян. Со своей стороны, Джуришич помогал формированиям Цали оружием и деньгами. Цали и Джуришич назвались побратимами.

## Антикоммунистический повстанец

### Северное сопротивление
В ноябре 1944, ещё до окончания Второй мировой войны, к власти в Албании пришла Коммунистическая партия во главе с Энвером Ходжей. Сопротивление новому режиму оказывали республиканские националисты Балли Комбетар, роялисты движения Легалитети, кланово-племенные общности. Центр сопротивления сложился на севере страны.
В 1943—1944 антикоммунистические активисты, традиционные клановые авторитеты и католические священники Шкодера провели несколько совещаний, на которых разрабатывали план «недопущения коммунистов на север». Особое негодование Прека Цали вызывали тесные связи албанских коммунистов с югославскими, которые он считал национальной изменой. В ключевых совещаниях 12 ноября 1944 и 13 января 1945 активное участие принимал Прек Цали. Он выражал возмущение недостаточно активным отпором и предупреждал, что не намерен «спать без дела».
Его формирования — наряду с войсками Балли Комбетар Абаса Эрменьи, ополчением Малесии-и-Мади Леша Мараши, вооружённым подпольем клана Маркагьони в Мирдите, повстанческим центром Юпа Казази в Пострибе — рассматривались как ударный отряд албанских антикоммунистов. Ближайшим союзником Цали являлся Мараши, с которым осуществлялась оперативная координация.

### Кельмендское восстание
15 января 1945 у кельмендского селения Тамара ополченцы Прека Цали вступили в бой с батальоном 1-й ударной бригады коммунистической НОАА. Численность с обеих сторон была примерно равна: около 300 человек, вооружение ограничивалось стрелковым. Бойцы Цали имели преимущество, поскольку вели обстрел из горных укрытий. Нанеся серьёзные потери (более 50 убитых), они отступили в горы.
Однако коммунистические силы были лучше организованы и дисциплинированы. На следующий день с подошедшими подкреплениями им удалось подавить огонь повстанцев и зачистить местность. Восстание кельменди было подавлено. В бою и последующей расправе были убиты около полутора сотен кельмендцев. Прек Цали отступил в укреплённую пещеру Вукеля.

### Арест и казнь
17 февраля 1945 Прек Цали с пятнадцатью своими бойцами сдался коммунистической госбезопасности. Он пошёл на это после уговоров католического священника под гарантии для себя и соратников, которые не были соблюдены.
Арестовывал Прека Цали лично Мехмет Шеху. Между ними состоялся показательный диалог:

Мехмет Шеху: Прек Цали, настал день твоего конца. Но ты мог быть с нами. Тогда твоя история писалась бы золотыми буквами. Зачем ты сделал то, что сделал?

Прек Цали: Слушай, Мехмет Шеху. Будь у меня сто жизней, я бы все отдал на борьбу с тробойкой и большевизмом. Вы стали союзниками нашего векового врага. Я бы никогда не примкнул к сербской тьме. Зачем вы сделали это?

28 февраля 1945 в Шкодере начался суд над Преком Цали и его соратниками. Их обвиняли в коллаборационизме, службе старым режимам и враждебности коммунизму. Были вынесены смертные приговоры. Подсудимые содержались в тюрьме, ранее устроенной немецкими оккупантами. Они подвергались жёсткому давлению, включая физическое, и были практически лишены права на защиту. Прек Цали на процессе держался твёрдо, свои действия объяснял исключительно патриотическими побуждениями и настаивал на своей правоте.
25 марта 1945 — в Вербное воскресенье — на шкодерском католическом кладбище были расстреляны 14 человек: среди них Прек Цали и католический священник, известный писатель Ндре Задея. Прек Цали отказался завязать глаза: «В рай не идут с закрытыми глазами. Рано или поздно Албания победит!»

## Семья и личность
Прек Цали был дважды женат. Его первая жена Дранден рано умерла от туберкулёза. В этом браке родилась дочь Аген. Вторая жена Пашка пережила мужа почти на четверть века. После его гибели она укрылась в труднодоступном горном селении, в доме единомышленника, женатого на внучке Прека Цали от первого брака.
Двое братьев Прека Цали трагически погибли в молодости: старший утонул, младший случайно выстрелил в себя. Сестра была замужем за племенным лидером хоти.
Прек Цали описывался как высокий мужчина большой физической силы. Отличался энергичным характером, отвагой, олицетворял «традиционные достоинства горцев». Человек малообразованный, не очень владевший элементарной грамотой, он обладал большим природным умом и разнообразными способностями, что отмечали дипломаты на Лондонской конференции. Одевался по местным обычаям — горская куртка, жилет, белая круглая шапка, иногда вышитая турецкая накидка. Много курил, предпочитал самый крепкий табак. Постоянно носил оружие.

## Память и награды
В годы коммунистического режима Прек Цали был объявлен «врагом народа». Имущество Цали было конфисковано, укреплённое домовладение в Вермоши использовалось как государственный военный объект. Интересно, что ходжаистская пропаганда обличала националиста Цали не только как «фашиста» и «феодала», но и как «союзника югославов». Сотрудничество Цали с итальянскими фашистами и черногорскими четниками давало поводы для обвинений в коллаборационизме и в посткоммунистический период.
Однако в целом после падения коммунистического режима Прек Цали считается патриотом Албании, «героем свободы», борцом против иностранной агрессии и тоталитарной диктатуры. В 1993 президент Албании Сали Бериша посмертно наградил его медалью «Мученик демократии». В 2000 в Шкодере открыт памятник Преку Цали. В 2010 президент Буяр Нишани посмертно присвоил Преку Цали высшую гражданскую награду Албании — орден «Честь нации».